# Gemeinde Mamusha
Die Gemeinde Mamusha (türkisch Mamuşa Belediyesi, albanisch Komuna e Mamushës, serbisch Општина Мамуша Opština Mamuša) ist eine Gemeinde im Kosovo. Sie liegt im Bezirk Prizren.
Die einzige Ortschaft in ihr und damit gleichzeitig ihr Verwaltungssitz ist die Stadt Mamusha.

## Geschichte
Die Gemeinde Mamusha ist seit Januar 2010 eine voll eigenständige Gemeinde der Republik Kosovo.

## Geographie

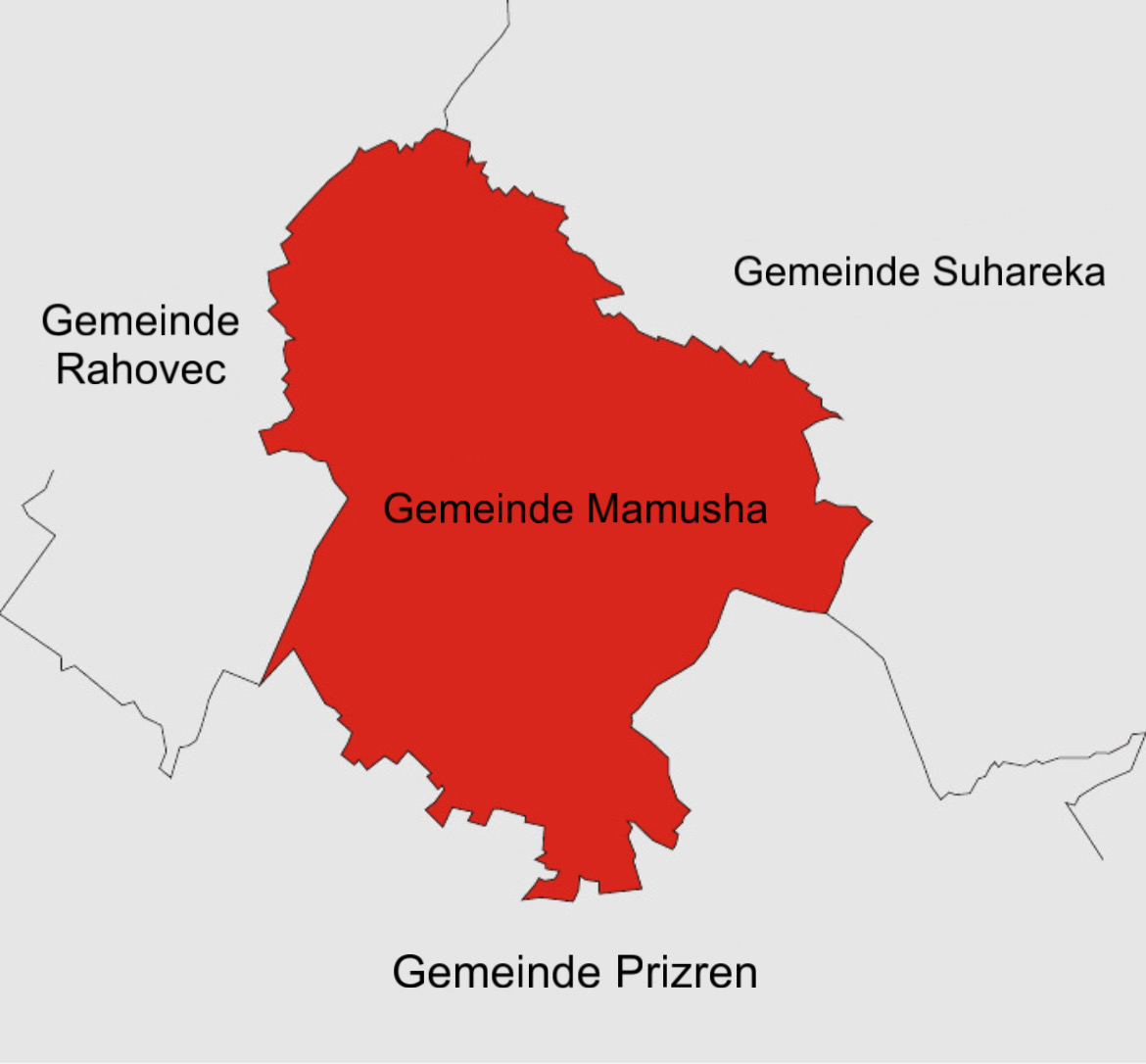
Karte der Gemeinde Mamusha

Die Gemeinde Mamusha befindet sich im mittleren Süden des Kosovo. Im Norden grenzt sie an die Gemeinde Suhareka, im Westen an die Gemeinde Rahovec und im Süden an die Gemeinde Prizren. Die Fläche beträgt 11 km². Zusammen mit den Gemeinden Suhareka, Malisheva, Prizren und Dragash bildet die Gemeinde den Bezirk Prizren.

## Bevölkerung
Die aktuellste amtliche Schätzung von 2021 beziffert die Einwohnerzahl der Gemeinde auf 5.874.
Die Volkszählung aus dem Jahr 2011 ergab für die Gemeinde Mamusha eine Einwohnerzahl von 5.507, davon waren 5128 Türken, 327 Albaner, 39 Roma, 12 Aschkali und 1 Bosniake. Alle Einwohner sind Muslime.
| Zensus    | 1948  | 1953  | 1961  | 1971  | 1981  | 1991  | 2011  | 2021  |
| --------- | ----- | ----- | ----- | ----- | ----- | ----- | ----- | ----- |
| Einwohner | 1.352 | 1.500 | 1.590 | 2.038 | 2.752 | 3.297 | 5.507 | 5.874 |

| Ethnie           | Albaner | Türken | Bosniaken | Roma | Aschkali |
| ---------------- | ------- | ------ | --------- | ---- | -------- |
| Einwohner (2011) | 327     | 5.128  | 1         | 39   | 12       |

| Religion         | Muslime | Orthodoxe | Katholiken | Atheisten | Andere | Unbekannt |
| ---------------- | ------- | --------- | ---------- | --------- | ------ | --------- |
| Einwohner (2011) | 5.506   | -         | -          | -         | -      | 1         |